# پائولو آفونسو سانتوس جونیور
پائولو آفونسو سانتوس جونیور (به پرتغالی: Paulo Afonso Santos Júnior) مدافع اهل برزیل است که در شهر Lagoa Santa و در تاریخ ۶ مهٔ ۱۹۸۲ به دنیا آمده‌است.
پائولو آفونسو سانتوس جونیور در تیم‌های فوتبال اتلتیکو مینیرو سابقهٔ حضور دارد.